# CR-Baureihe GJ
Die CR-Baureihe GJ ist eine 0-6-0-Tenderlokbaureihe (UIC: C) der chinesischen Staatsbahn, die bis ins Jahr 2006 Dienst an den Industriebahnen verrichtete.

## Allgemeines
Wegen der weitgehenden Abschottung der Volksrepublik China unter Mao Zedong wurde in der internationalen Eisenbahnliteratur lange über Lokomotiven wie auch die GJ gerätselt. Benno Bickel hielt es 1988 für möglich, dass die Konstruktion der Baureihe GJ auf importierten Lokomotiven basierte. Noch 1982 hatte der australische Eisenbahnautor Peter Clark vermutet, die Lokomotiven könnten in Deutschland gebaut worden sein, da er ihr Äußeres als das einer typischen europäischen Industrielokomotive bezeichnete. 1988 galt es dagegen bereits als sicher, dass die Lokomotiven in China gebaut worden waren.
Von 1958 bis 1961 wurden insgesamt 122 Lokomotiven dieser Baureihe ausgeliefert. Die Werke von Taiyuan lieferten ab 1958 die ersten 46 Maschinen. Die letzten 76 Exemplare wurden bis 1961 in den Fabriken von Chengdu hergestellt. Sie wurde für den Einsatz bei den chinesischen Industriebahnen entwickelt. Zu den Haupteinsatzgebieten gehörte die Stahlindustrie, wo auch die Tenderlokbaureihen XK2, XK13 und ET7 eingesetzt waren. Andere Einsatzgebiete waren andere Industriebahnen oder Ausbesserungswerke und Werkstätten. in den 1980ern wurden die Lokomotiven vornehmlich im Süden des Landes gesichtet. Als letzte ihrer Art beendete Lok GJ 1018 ihren Dienst bei den Sujiatun Locomotive Works Ende März 2006. Bis in die heutige Zeit sind vier Lokomotiven dieser Bauart erhalten geblieben. Es sind die Loks mit den Nummern 1018, 1019, 1038 und 1076.

## Technische Daten
Die zweizylindrige Tenderlok erreicht eine Höchstgeschwindigkeit von gerade einmal 35 km/h.
Die Kolbenschieber bewegen sich um 143 mm.